# Rymosia tiefii
Rymosia tiefii är en tvåvingeart som beskrevs av Gabriel Strobl 1901. Rymosia tiefii ingår i släktet Rymosia och familjen svampmyggor. Inga underarter finns listade i Catalogue of Life.